# Strand, Valdemarsviks kommun
Strand är en ort belägen i Valdemarsviks kommun, Gryts socken, Östergötland. Den ligger längst in i Orren, en av de större fjärdarna i Gryts skärgård.